# Institutionalisme
Institutionalisme er en del af samfundsvidenskaben, som beskriver, hvordan institutioner – altså sociale strukturer som regler, normer og rutiner – påvirker samfundet. Der er både gammel- og nyinstitutionalisme, hvor den gamle institutionalisme forkuserede på de formelle reglers påvirkning på mennesker. Her kan der både være fokus på et lands regler såvel som en organisations regler. Omvendt fokuserer nyinstitutionalisme, som opstod i 90'erne, på de informelle sociale strukturers påvirkning af mennesker som normer og rutiner. Hvis mennesker følger og kender disse regler, udgør de en en institution.

## Institutionalismens oprindelse
Institutionalisme har sit udspring fra den tyske økonom Gustav von Schmoller. Schmoller mente, at en økonomi kun kunne undersøges ud fra den tid og kontekst, den befandt sig i. Det vil sige, at alle landes økonomier befinder sig i forskellige kontekster, hvilket leder til, at det ikke med sikkerhed kan vides, at en ændring i den tyske økonomi f.eks. vil føre til den samme eller en ligende effekt i Storbritannien.

## Forskellige teorier indenfor nyinstitutionalisme
Nyinstitutionalismen kan blive brudt ned i flere forskellige teorier, som primært består af sociologisk institutionalisme, rational-choice institutionalisme og historisk institutionalisme. Dog er der også andre former af institutionalisme som konstruktivistisk/diskursiv institutionalisme, som er en del af nyinstitutionalisme. Alle disse former af institutionalisme kan bruges til at forstå, hvordan institutioner dikterer folks opførsel. 
- Rational-choice institutionalisme beskriver, hvordan aktører er egennyttemaksimerende og rationelle. Rational-choice institutionalister mener altså, at menneskers motivation til at gøre ting er, at de vinder noget ved at gøre en ting.[2] Der er en omfattende litteratur om rational-choice institutionalisme, som også fokuserer på, hvordan fx en arbejdsgiver får sine ansatte til at følge arbejdsgiverens interesser. Dette omfatter begreber som principal-agentteori[5] og moral-hazard.[6]

- Sociologisk institutionalisme beskriver, hvordan institutioner, som findes på fx arbejdspladsen, i skolen eller i foreningslivet, påvirker mennesker til at opføre sig på en bestemt måde. Menneskerne i institutionen vil prøve at opføre sig som de andre i institutionen gør for at kunne passe ind, vil sociologiske institutionalister argumentere for. Dette kaldes for passendehedslogik.[2]

- Historisk institutionalisme beskriver, hvordan institutioner som oftest følger den retning, som de allerede bevæger sig i. Det er altså svært ifølge historiske institutionalister at ændre retning for en institution, når en institution er veletableret, og derfor vil institutioner som oftest beholde den kurs, som er blevet sat. Dette fænomen kaldes for stiafhængighed.[7][2]

- Diskursiv institutionalisme beskriver den del af institutionalismen, som fokuserer på idéer og tanker, som bliver fremført igennem diskurser.[4] I Sverige er der for eksempel en anden diskursiv institution end i Danmark med hensyn til indvandring. Problemerne bliver diskuteret på en anden måde, og deraf opstår forskellene i den danske og svenske institution, som til sidst medfører, at lovgivningen i landene er forskellige, da vælgerne efter den demokratiske proces abonnerer på forskellige diskurser.

## Hvordan institutioner ændres
I litteraturen er en forklaring på, hvordan institutioner ændrer sig oftest ifølge historiske institutionalister, at der opstår såkaldte brudte ligevægte. Det vil sige, at der kommer nogle pludselige eksogene (udefrakommende) chok, som sørger for, at folk vil ændre de allerede eksisterende institutioner. Dette kunne være finanskrisen i 2007 eller det høje antal flygtninge i 2015-2016. Fx har det høje antal flygtninge været årsag til en række ændringer i danske institutioner fra, at fokus tidligere lå på at  integrere flygtninge i Danmark til, at målet nu skifter mod at hjemsende dem. Historiske institutionalister har generelt brugt begrebet brudte ligevægte til at forklare, hvordan politik og institutioner har ændret sig, da de ellers vil påstå, at institutioner burde følge det spor, de tidligere har fulgt. 
Dog har der været en vis kritik af denne forklaring på, hvordan institutioner ændrer sig, da den kan ses som værende for enkel. Kathleen Thelen og Wolfgang Streeck argumenterer for, at det i større grad er inkrementelle, altså små gradvise, forandringer, som former institutioner. De bruger de tre begreber drift, conversion og layring til at beskrive disse inkrementelle forandringer. De nævner også et fjerde begreb, displacement, som kan være inkrementelt, men som ikke nødvendigvis er det. Dog er det stadig med til at forklare sammen med de tre andre begreber, hvordan institutioner kan ændre mere omfattende uden der kommer et eksogent chok, som leder til brudte ligevægte.

## Methodenstreit
Den tyske økonom Gustav von Schmoller og den østrigske økonom Carl Menger var uenige om, hvordan samfund skulle undersøges. Denne uenighed bliver kaldt methodenstreit, altså tysk for metodestrid. Schmoller mente, som det er beskrevet ovenfor, at man skal kende et samfunds institutioner, hvis man skal kunne undersøge samfundet. Menger mente dog omvendt, at man i samfundsvidenskaben skulle undersøge mennesker som individer, hvis opførsel er bestemt ud fra deres egne egoistiske interesser, og hvad de får mest (nytte) ud af. Derfor mente Menger i modsætning til Schmoller, at man godt kan generalisere resultater fra den tyske kontekst over i den engelske kontekst, fordi mennesker lige meget hvad, handler ud fra, hvad der giver mest mening i deres eget liv. Alt efter, hvad forskeren tror på, vil forskeren altså undersøge forskellige ting. Nogle mener altså, at de ovennævnte institutioner slet ikke er relevante, mens andre mener, de er alt afgørende.

## Kritik af institutionalisme
Kritikere af institutionalisme mener, at koceptet "institution" er så centralt i alle grene af samfundsvidenskaben, at det ikke giver mening at opkalde en teoretisk skole efter det. Koceptet er så bredt, at det er svært at vide, hvad kernen i teorien faktisk er, og derfor kan alt til dels skyldes institutionalisme. På samme tid sørger det for, at teorien ikke kan bruges til at forklare noget, fordi institutionelle forhold altid gør sig gældende. 